# GNUの派生
GNUの派生（GNU ディストリビューションまたはGNU ディストロとも呼ばれる）は、GNU（Hurdカーネル、GNU Cライブラリ、システムライブラリ、GNU Core Utilities、Bash、GNOME、GNU Guixなど）をベースとしたオペレーティングシステム (OS) である。GNUプロジェクトによると、これにはLinuxカーネルを使うOSの大部分と、多少のBSDベースのカーネルを使うOSが含まれる。
GNUのユーザーは、通常OSをダウンロードして用いるが、このOSは、組み込みデバイスからパーソナルコンピュータ (PC)、スーパーコンピュータにいたるまで、様々なシステムで利用可能である。

## Hurdカーネル

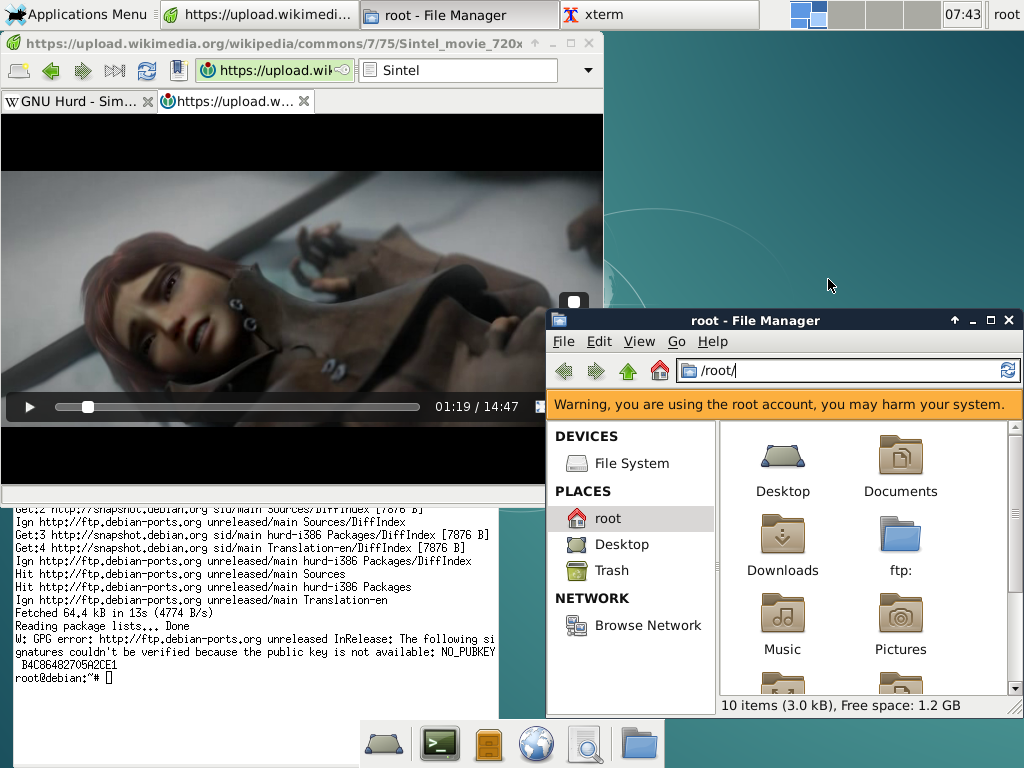
Debian GNU/Hurd.

Hurdは、Linux-libreが公式のGNUパッケージとなる以前は、公式な形で、GNUシステムのために、GNU自身によって開発されているカーネルであった。Debian GNU/Hurdは、Debian 7.0 (Wheezy) において、テクノロジープレビューとしてリリースされることが議論されたが、これはシステムが充分に成熟していなかったため、実現しなかった。しかしながら、Debian GNU/Hurdのメンテナは、非公式のリリースをDebian 7.0のリリース日に合わせて公開することを決断している。Debian GNU/Hurdは、依然として実務に使うためにはパフォーマンスと安定性の問題があると考えられており、同時に、JavaやX.orgのグラフィカルユーザインタフェース (GUI) とグラフィックドライバの実装が不十分であるという問題もある。Debianパッケージのうち、3分の2がHurdに移植されている。
Arch Hurdは、Arch Linuxの派生ディストリビューションで、これはArchをP6アーキテクチャに最適化されたパッケージとセットでGNU Hurdシステムに移植したものである。このプロジェクトのゴールは、BSDスタイルのinitや、Pacman、ローリングリリース、シンプルなセットアップなどのArch的なユーザー環境をGNU Hurdにおいて提供することであり、一時的にシステムを利用する分には充分に安定していた。しかしながら、プロジェクトは2018年に中止された。プロジェクトは、評価目的のためのLive CDと、インストール利用のための文書を提供していた。

## Linuxカーネル

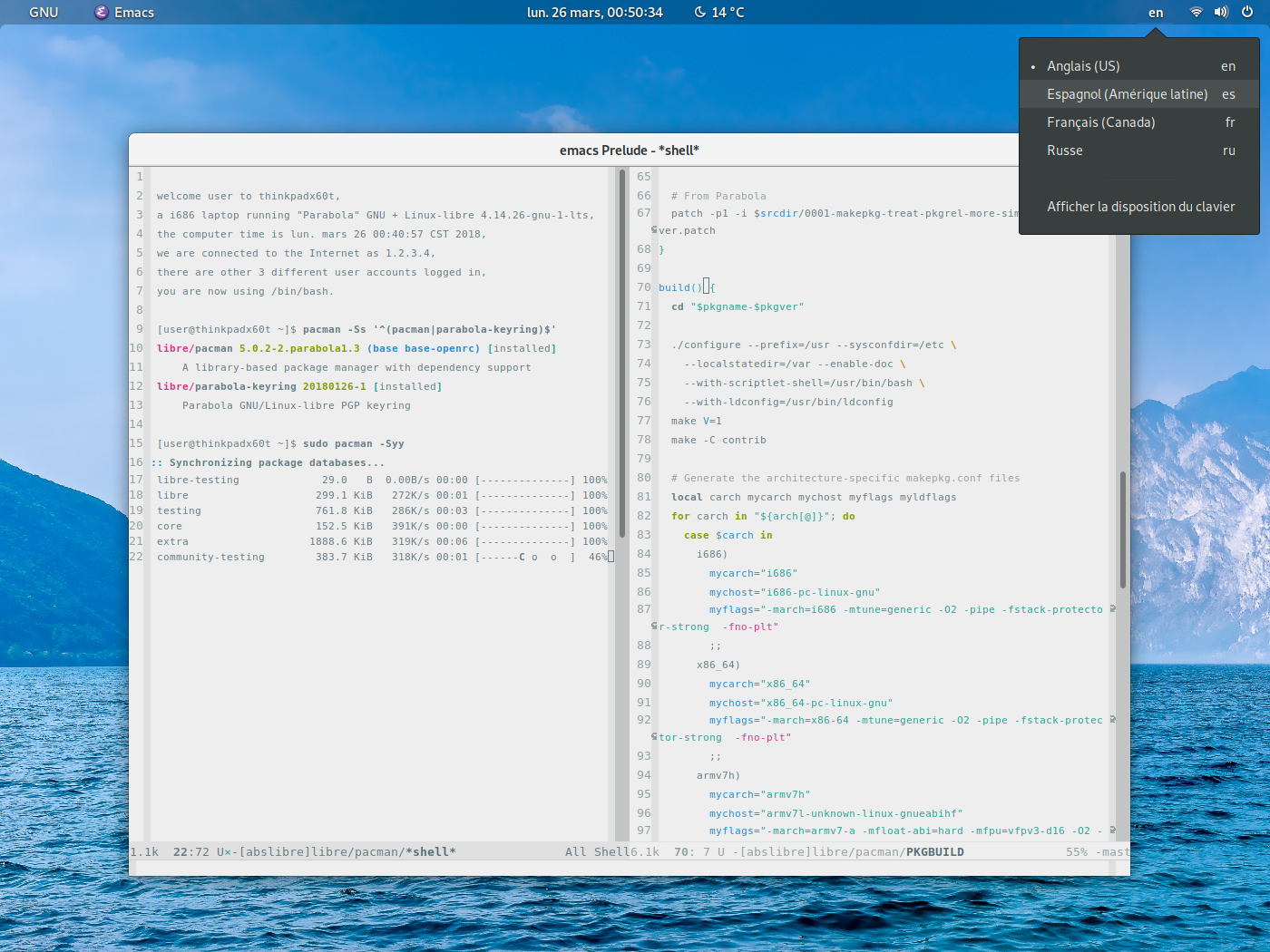
Parabola

GNU/LinuxまたはGNU+Linuxという単語は、フリーソフトウェア財団 (FSF) とその支援者によって使われているが、これはLinuxカーネルとともにGNUのシステムソフトウェアを用いていることを表すためのものである。そのようなディストリビューションにおいては、Linuxカーネルに加えて、基本的なGNUパッケージとプログラムがインストールされている。これらのディストリビューションのうち、GNU/Linuxという単語を使うもので最も有名なのがDebian GNU/Linuxである。

## BSDカーネル

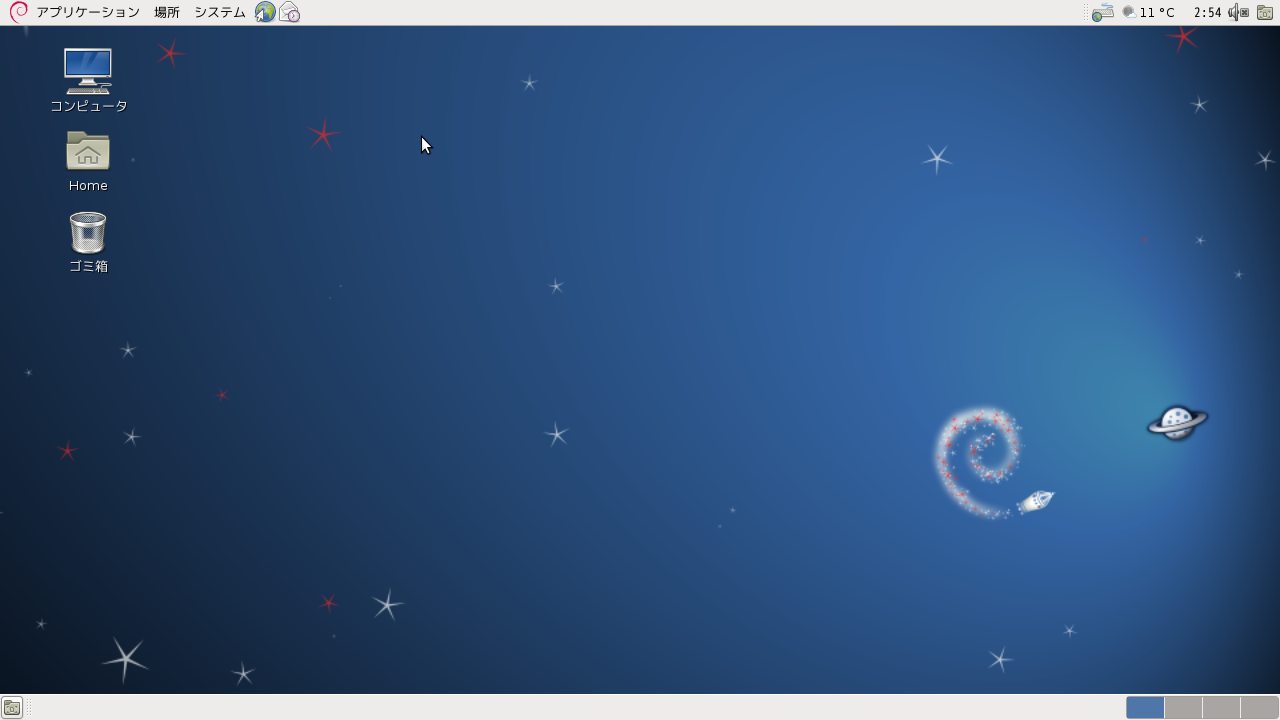
Debian GNU/kFreeBSD

Debian GNU/kFreeBSDは、IA-32とx86-64アーキテクチャのコンピュータのためのOSで、FreeBSDのカーネルに、Debianのパッケージ管理システムとGNUのソフトウェアを組み合わせた構成となっている。kFreeBSDのkは、カーネル (kernel) の省略で、FreeBSDからはカーネルのみ完全な形で利用していることを反映している。OSは、2011年2月6日にDebian Squeeze (6.0) として公式にリリースされている。
Debian GNU/NetBSDは、GNUのユーザーランドをNetBSDに移植した実験的なシステムで、公式なリリースはなされていない。IA-32とDEC Alphaの両アーキテクチャへの移植が進められていたが、2002年からメンテナンスは行われておらず、現在はダウンロードも不可能である。

## OpenSolaris (Illumos) カーネル
Nexenta OSは、OpenSolarisのカーネルに、Debianのパッケージ管理システムとGNUのユーザーランド（ただしlibcはOpenSolarisのものが使われている）を結びつけた最初のディストリビューションである。Nexentaは、IA-32とx86-64の両アーキテクチャ向けに利用可能である。このプロジェクトはNexenta Systems Incによって始動され、また開発に対する継続的な支援がなされた。また、先に述べたように、NexentaはOpenSolarisのlibcを用いているため、GNUの派生とは見られれないこともある。複数のIllumosディストリビューションはGNUのユーザーランドを標準で用いている。

## Windowsカーネル
Cygwinプロジェクトは、Microsoft Windowsにおいて、POSIX APIの機能性をCライブラリの形態で提供する互換レイヤーのプロジェクトで、GNUや他のUnix系のプログラムも合わせて提供されている。最初のリリースは、1995年に現在レッドハットの一部であるシグナスソリューションズによってなされた。
2016年、マイクロソフトとカノニカルは、公式に、LinuxカーネルのシステムコールをWindows NTのものに翻訳する互換レイヤーをWindows 10に加えた。これは、WindowsでELF形式の実行ファイルを実行可能にするものであり、Web開発向けにGNUのユーザーランドを提供することを意図していた。しばしば、これは"Linux for Windows"と呼ばれるが、これはLinuxカーネルを欠いたものである。